# Ruta Nacional 81 (Argentina)

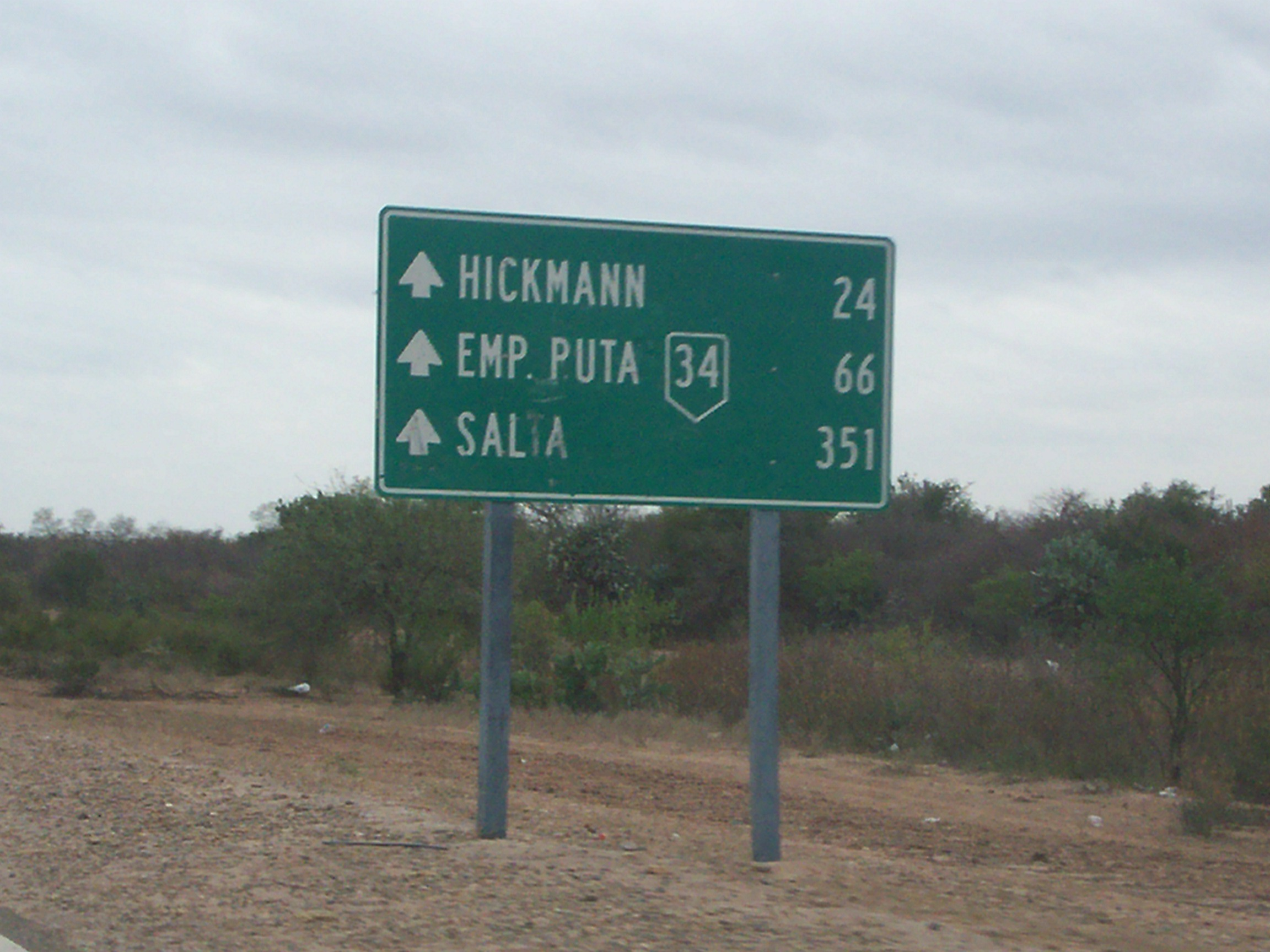
Ruta Nacional 81, a su paso por territorio salteño.

La Ruta Nacional 81 es una carretera argentina, que atraviesa toda la Provincia de Formosa, y finaliza en el este de la Provincia de Salta, uniendo la Ruta Nacional 11 en las cercanías de la ciudad de Formosa con la Ruta Nacional 34 en el paraje El Cruce, entre las localidades de Embarcación y General Ballivián. Desde 2008 toda la ruta está pavimentada. Su extensión total es de 680 km. Fue completamente asfaltada y finalizada el 13 de marzo de 2008, siendo inaugurada por la presidenta Fernández de Kirchner.
Este camino forma parte del Eje del Capricornio, definido por IIRSA como uno de los tres ejes de integración en Argentina.
La Ley Nacional 25.885 publicada en el Boletín Oficial el 3 de mayo de 2004 designa el tramo de la ruta en la Provincia de Formosa con el nombre de Monseñor Raúl Marcelo Scozzina.

## Localidades
Las ciudades y pueblos por los que pasa esta ruta de sudeste a noroeste son los siguientes (los pueblos con menos de 5000 hab. figuran en itálica).

### Provincia de Formosa
Recorrido: 497 km (km 1184 a 1681).
- Departamento Formosa: acceso a Formosa (km 1184) y acceso a Gran Guardia (km 1257).
- Departamento Pirané: acceso a Pirané (km 1282) y Palo Santo (km 1311).
- Departamento Patiño: Comandante Fontana (km 1356), Ibarreta (km 1378), Estanislao del Campo (km 1408), Pozo del Tigre (km 1437) y Las Lomitas (km 1472).
- Departamento Bermejo: Laguna Yema (km 1554) y Los Chiriguanos (km 1582).
- Departamento Matacos: Ingeniero Guillermo N. Juárez (km 1627).

### Provincia de Salta
Recorrido: 183 km (km 1681 a 1864).
- Departamento Rivadavia: Los Blancos (km 1711) y Coronel Juan Solá (km 1745).
- Departamento General José de San Martín: Dragones (km 1798).

## Obras en la ruta

### Provincia de Formosa
Antes de 1968 la ruta era de tierra, por lo que era imposible transitar por la misma durante las lluvias o después de las mismas. De esta manera la única conexión permanente entre las localidades a la vera de la ruta era el Ramal C25 del Ferrocarril General Belgrano.
En 1994 se completó la pavimentación del tramo entre la ciudad anterior hasta Pozo del Tigre. Para 1996 había 284 km pavimentados desde el inicio de la ruta hasta Juan G. Bazán, 31 km al oeste de Las Lomitas.
El 13 de octubre de 2004 comenzó la construcción del tramo faltante en la provincia de Formosa, dividiéndose este en siete secciones para construirlas en paralelo. En agosto de 2007 solo restaban 5,8 km para terminar la obra en la sección ubicada entre los km 1606 y 1612 entre Los Chiriguanos e Ingeniero Juárez. El 18 de septiembre la empresa contratista concluyó la colocación del pavimento asfáltico en el paraje El 90. En la actualidad transportistas brasileños y paraguayos usan la ruta para llegar a los puertos de Chile, vía el paso de Jama. Desde 2008 con la culminación de los trabajos que han recreado el corredor bioceánico natural del Norte argentino, el movimiento automotor ha tenido un crecimiento  del orden del 500%, a su vez los pueblos aledaños a la ruta están embarcados en la construcción de hoteles, restaurantes, estaciones de servicio, talleres y otros servicios esenciales para el transporte, alcanza a 168 localidades de la región y que traerá aparejada la radicación de industrias. el martes 18 de septiembre de 2007, ya que después de tres años de ejecución, la pavimentación de la ruta nacional 81,-que se convirtiese en una causa común de los formoseños y salteños- llegó a su fin al cubrirse, unos 20 kilómetros antes de Ingeniero Juárez, los últimos metros que faltaban para dejar expeditos 400 kilómetros nuevos que permiten la recreación del corredor bioceánico natural del norte argentino, de 3.000 kilómetros siendo inaugurada por el gobernador Ing Gilfo Isfran.

### Provincia de Salta
Las obras para pavimentar el tramo entre la Línea Barilari (límite interprovincial) y Pluma de Pato y para repavimentar el tramo entre esta localidad y la Ruta Nacional 34 comenzaron el 13 de octubre de 2004. El 13 de marzo de 2008 autoridades nacionales y provinciales inauguraron la obra, cuyo costo, en ambas provincias, sumó 435 millones de pesos.